# Hitori musuko
Hitori musuko (一人息子, Hitori musuko, lit. filho único) (bra: Filho Único) é um filme japonês de 1936 dirigido por Yasujirō Ozu, estrelado por Choko Iida e Shin'ichi Himori. Ele foi o primeiro filme sonoro de Ozu.

## Sinopse
O filme começa na cidade rural de Shinshū em 1923. Uma viúva, Tsune (O-Tsune) Nonomiya (Chōko Iida), trabalha duro em uma fábrica que produz seda para sustentar seu único filho, Ryōsuke. Quando o professor de Ryōsuke, Ōkubo (Chishū Ryū), convence a mulher a deixar seu filho continuar a estudar além do ensino fundamental, ela decide apoiar a educação de seu filho até o colegial, apesar da pobreza que os cerca. Seu filho promete se tornar um grande homem.

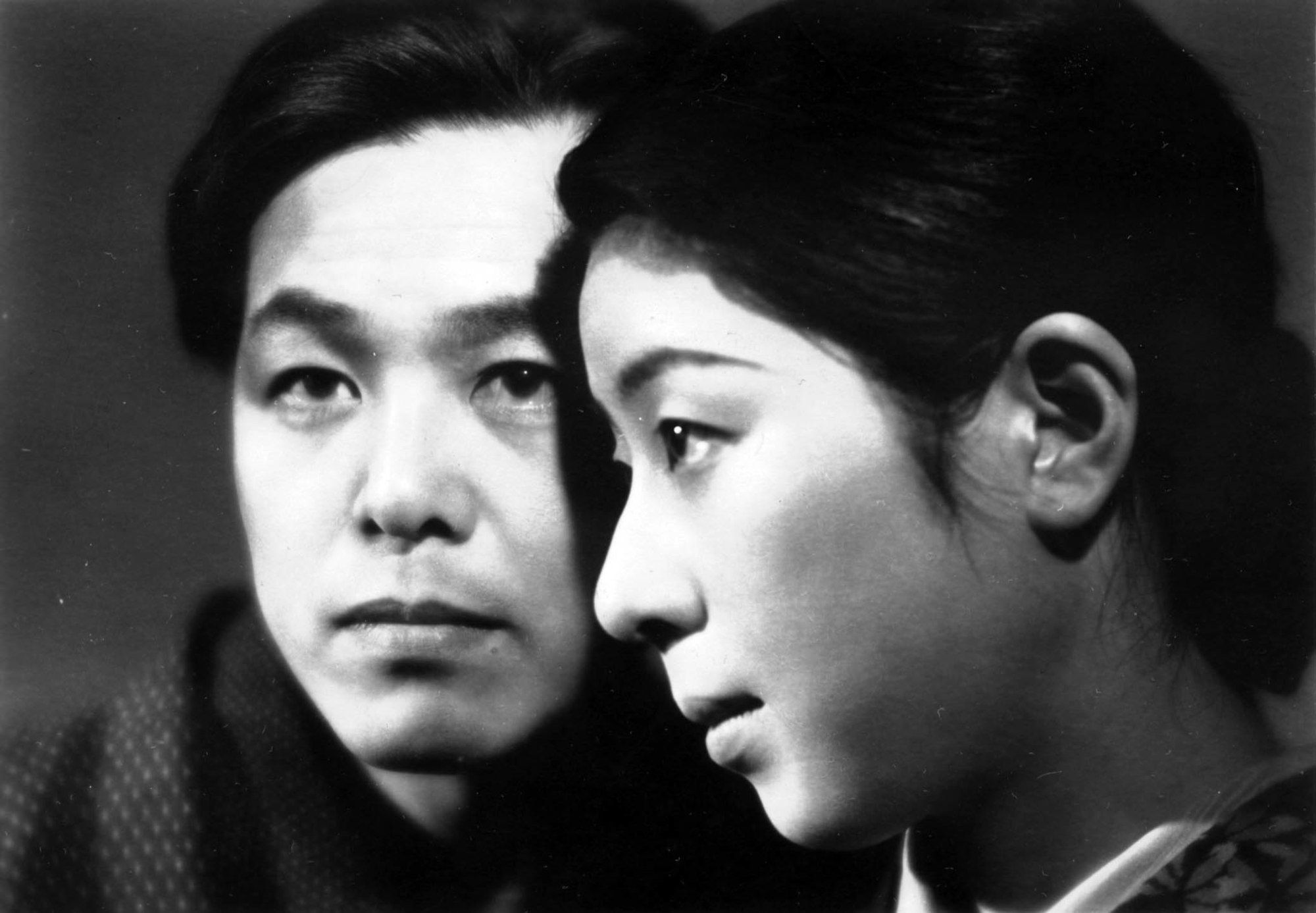
Himori Shin'ichi (esquerda) Yoshiko Tsubouchi como o casal Ryosuke e Sugiko no filme

Treze anos depois, em 1936, O-Tsune visita Ryōsuke (Shin'ichi Himori) em Tóquio. Ela descobre que seu filho, agora professor do período noturno, casou-se e tem um filho. Sugiko, sua nora, é muito simpática e prestativa, mas o trabalho de Ryōsuke não rende muito a sua nova família. Ryosuke e O-Tsune visitam Ōkubo, que agora é pai de quatro filhos e dirige um restaurante de tonkatsu.
O casal mantém a matriarca entretida, mas o dinheiro começa a acabar. Certo dia, em uma viagem a um distrito industrial, Ryōsuke desabafa a sua mãe que gostaria de nunca ter se fixado em Tóquio porque é difícil ter sucesso lá e que ele é uma decepção para ela. O-Tsune repreende seu filho por desistir, dizendo que ela deixou tudo para trás com o objetivo de ver seu filho ter sucesso.

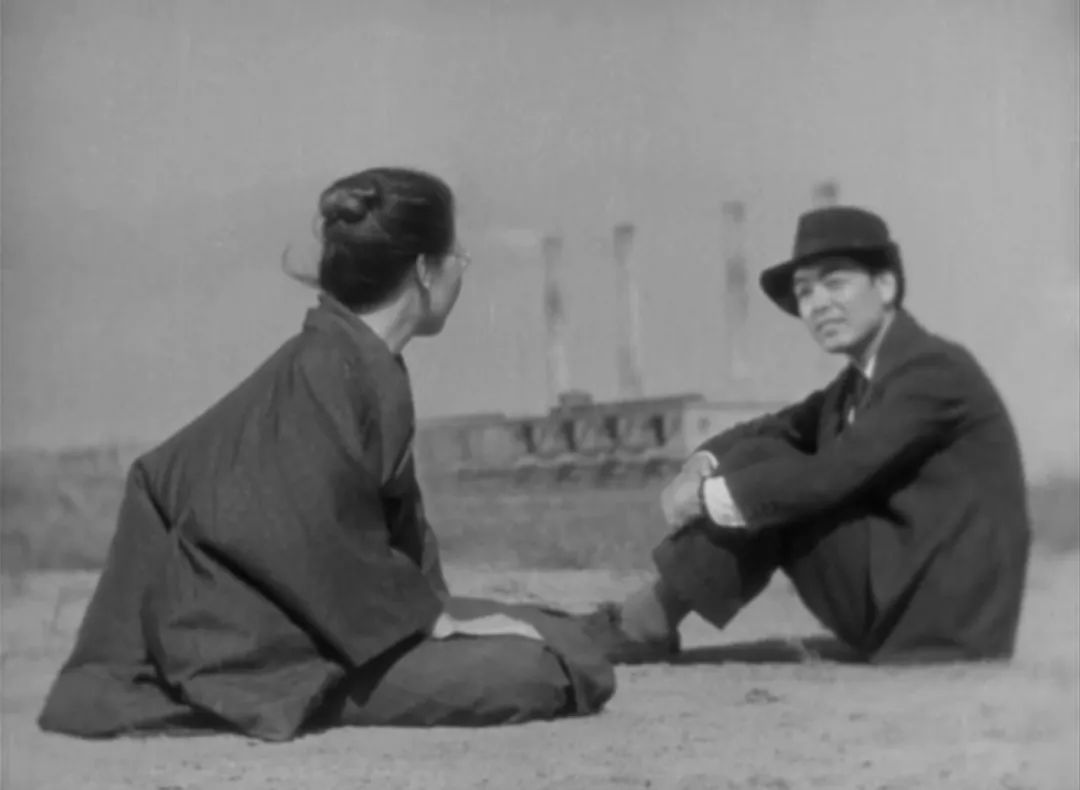
Cena do filme com a atriz Choko Iida (esquerda) e Himori Shin'ichi

Sugiko vende seu quimono e arrecada dinheiro suficiente para que toda a família possa sair e se divertir. No entanto, Tomibo (Tomio Aoki), filho de um vizinho, é ferido por um cavalo e Ryōsuke o leva às pressas para o hospital. Lá ele dá o dinheiro que tinha para a mãe de Tomibo pagar as contas do hospital. O-Tsune mais tarde elogia Ryōsuke pela sua atitude altruísta.
O-Tsune eventualmente retorna para Shinshu, mas não antes de dar ao casal algum dinheiro para gastarem com os cuidados de seu neto. Ryōsuke promete à esposa que obterá um certificado de professor. De volta a Shinshū, O-Tsune diz a sua amiga e colega na fábrica que trabalha, que seu filho se tornou um "grande homem" como ele havia prometido, mas quando ela se retira para os fundos da fábrica depois do expediente, seu rosto assume uma expressão de profunda tristeza e dor.

## Elenco
- Choko Iida como Tsune Nonomiya
- Himori Shin'ichi como Ryosuke, filho de Tsune
- Masao Hayama como Ryosuke jovem
- Yoshiko Tsubouchi como Sugiko, esposa de Ryosuke
- Chishū Ryū como Okubo-sensei, professor de Ryosuke
- Tomoko Naniwa como esposa de Okubo
- Bakudan Kozo/Jun Yokoyama como filho dos Okubo
- Mitsuko Yoshikawa como Otaka, vizinha de Ryosuke
- Tokkan Kozo/Tomio Aoki como Tomibo, filho de Otaka
- Eiko Takamatsu como Oshige

## Recepção
Roger Ebert incluiu Hitori musuko em sua seção de Great Movies, escrevendo sobre sua direção, afirmou: "Eu realmente sinto como se Ozu estivesse assistindo seus filmes comigo. Ele não está jogando-os na tela para eu ver sozinho. Juntos, olhamos para pessoas que tentam agradar, e muitas vezes falham, e às vezes redimem-se." Richard Brody, do The New Yorker, argumentou: "Ozu observa com sua própria fúria reprimida enquanto a modernidade desenraíza os melhores e os piores aspectos da tradição do país."

## Lançamento em DVD
Em 2010, o BFI lançou um DVD para a Região 2 em Dual Format (Blu-ray + DVD) do filme Banshun de Ozu, com Hitori musuko adicionado como um bônus no disco.